# بيل سميث (لاعب كرة قدم بريطاني)
بيل سميث (بالإنجليزية: Bill Smith)‏ (23 ديسمبر 1938 في المملكة المتحدة - ) هو لاعب كرة قدم بريطاني في مركز مهاجم داخلي. لعب مع ريث روفرز وBanks o' Dee F.C. ‏ وNairn County F.C. ‏ ودارلينجتون إف سى.